# Station Lewickie
Station Lewickie is een spoorwegstation in de Poolse plaats Lewickie.